# Siraster
Siraster is een geslacht van zeesterren uit de familie Goniasteridae.				

## Soort
- Siraster tuberculatus H.L. Clark, 1915